# 비행자료기록장치

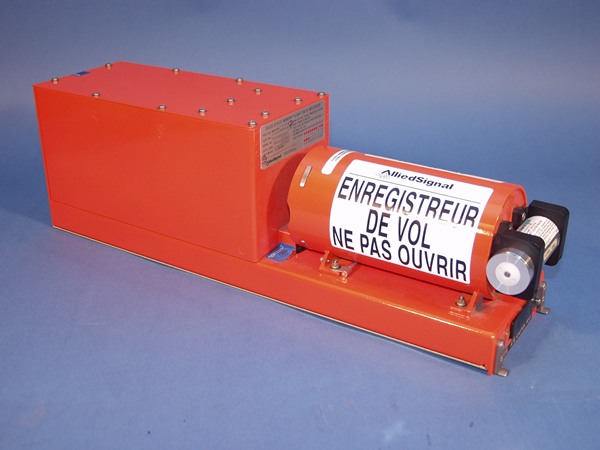
FDR 모습

비행자료기록장치(飛行資料記錄裝置, Flight Data Recorder)는 비행기록장치의 일종이다. 특정한 항공기 성능 파라미터를 저장하는 용도로 사용하는 것으로 최근 통합 장비로 구성되고는 있지만 조종실음성기록장치(Cockpit Voice Recorder)와는 용도 측면에서 차이가 있다.